# József Maróthy
József Ference Maróthy, także Maróti (ur. 15 października 1887 w Segedynie, zm. 20 października 1955) – węgierski zapaśnik walczący w stylu klasycznym. Olimpijczyk z Londynu 1908, gdzie zajął piąte miejsce w wadze lekkiej (wycofał się z turnieju).
Srebrny medalista mistrzostw Europy w 1911 i brązowy w 1913. Wicemistrz mistrzostw Europy Środkowej w 1909 roku.

## Letnie Igrzyska Olimpijskie 1908
| Konkurencja | Eliminacje          | Eliminacje           | Klas. końcowa |
| Konkurencja | Przeciwnik I        | Przeciwnik II        | Miejsce       |
| ----------- | ------------------- | -------------------- | ------------- |
| 66,6 kg     | Arthur Rose (GBR) Z | William Wood (GBR) Z | 5.            |